# Matisia leptandra
Matisia leptandra är en malvaväxtart som först beskrevs av José Cuatrecasas, och fick sitt nu gällande namn av José Cuatrecasas. Matisia leptandra ingår i släktet Matisia och familjen malvaväxter. Inga underarter finns listade i Catalogue of Life.